# Hyala vitrea
Hyala vitrea är en snäckart som först beskrevs av Montagu 1803.  Hyala vitrea ingår i släktet Hyala, och familjen Iravadiidae. Arten är reproducerande i Sverige.